# Милка Куфрин
Милка Куфрин (Пургарија, код Јастребарског, 15. октобар 1921 — Загреб, 28. јануар 2000) била је учесница Народноослободилачке борбе, друштвено-политичка радница СФР Југославије и Социјалистичке Републике Хрватске и народни херој Југославије.

## Биографија
Рођена 15. октобра 1921. године у селу Пургарија, код Јастребарског. Потиче из сељачке породице. Основну школу је завршила у селу Окићу, а гимназију у Загребу, где се касније уписала се на Агрономски факултет.
Још у средњој школи, Милка, 1938. године, постаје чланица Савеза комунистичке омладине Југославије (СКОЈ). На факултету је, због своје активности у омладинском покрету, брзо запажена. На првој години студија изабрана за секретара скојевске групе, а била је и председник Одбора за скупљање народне помоћи. Са групом скојеваца, Милка је прикупљала пакете за Црвени крст — који су слати учесницима Шпанског грађанског рата, које су се налазили у логорима у Француској.
Априла 1941. године, после окупације Краљевине Југославије и проглашења Независне Државе Хрватске (НДХ), избачена је са факултета. Тада, по задатку Партије, одлази у родни крај, где се повезује с партијском организацијом у селу Хорвати. Ту је постала члан Котарског комитета СКОЈ-а за Јастребарско и Самобор. У свом селу, Окићу, основала је прву скојевску групу.

### Народноослободилачка борба
У јуну 1941. године, усташе су покушале да је ухапсе, али је успела побећи. Једно време се скривала код мештана села, а када су јој усташе ухапсиле родитеље и сестре, илегално одлази у Загреб.
Крајем јуна 1941. постаје чланица Месног комитета СКОЈ-а за Загреб и чланица Комунистичке партије Југославије (КПЈ). Организује и учествује у акцијама скојевских организација у припремању и вршењу диверзантских акција, у писању парола и у уништавању усташких и немачких плаката-прогласа. Крајем октобра 1941. године, одлази из Загреба, и преко Карловца, долази у партизане, на Петрову гору. Ту убрзо постаје чланица Окружног комитета СКОЈ-а за Карловац, и ради на стварању и јачању омладинских организација на Кордуну. Учествовала је и у акцијама партизанских одреда.
Априла 1942. године Милка одлази, с групом партизана, по одлуци Централног комитета КП Хрватске, с Кордуна на подручје Покупља и Жумберка, да у тим крајевима ради на развијању Народноослободилачког покрета (НОП). У Жумберку постаје заменик политичког комесара Прве жумберачке чете, која је вршила честе диверзантске акције на прузи Загреб–Карловац, уништавала поједина усташка упоришта. Милка је заједно с Миланом Мраовићем, народним херојем, у Хрватском Лесковцу разоружала железничку стражу и заробила 9 домобрана. Касније је била постављена за политичког комесара Треће чете батаљона „Јосип Краш“, с којом је вршила свакодневне акције у непосредној близини окупираног Загреба.
У новембру 1942. године постала је чланица Окружног комитета КПХ за Покупље. Али убрзо после тога, по задатку Партије, напушта овај крај и одлази на Кордун, где постаје секретар Покрајинског комитета СКОЈ-а за Хрватску.
Као омладински руководилац обилазила је подручја Кордуна, Лике, Покупља, Жумберка, Славоније, Подравине и Калника, радећи на стварању организације СКОЈ-а на терену и у партизанским јединицама. Године 1943. Милка је изабрана за председника Савеза антифашистичке омладине Хрватске. Учествовала је на Првом конгресу Уједињеног савеза антифашистичке омладине Југославије (УСАОЈ), новембра 1942. у Бихаћу, и Другом конгресу, маја 1944. у Дрвару. Била је и већник на Првом, Другом и Трећем заседању Земаљског антифашистичког вијећа народног ослобођења Хрватске (ЗАВНОХ).

### Послератни период
После ослобођења Југославије, бирана је на подручју Јастребарског и Самобора за народног заступника Сабора НР Хрватске и посланика Савезне скупштине у пет сазива. Завршила је Економски факултет, била подсекретар у Савезном секретаријату за робни промет, председник Савезног комитета за туризам, чланица Савезног извршног већа (СИВ), чланица Извршног већа Сабора НР Хрватске и чланица Централног комитета Савеза комуниста Хрватске. Била је и чланица Председништва Републичког одбора СУБНОР-а Хрватске.
Милкин супруг, генерал Раде Булат, такође је био народни херој Југославије. О њој је 2008. године написао књигу, „Милка Куфрин народни херој”.
Умрла је 28. јануара 2000. године у Загребу. Сахрањена је на гробљу Мирогој у Загребу.
Носилац је Партизанске споменице 1941. и других југословенских одликовања, међу којима су — Орден заслуга за народ са златном звездом, Орден братства и јединства са златним венцем и Орден за храброст. Орденом народног хероја одликована је 23. јула 1953. године.